# Conchocarpus insignis
Conchocarpus insignis är en vinruteväxtart som beskrevs av J. R. Pirani. Conchocarpus insignis ingår i släktet Conchocarpus och familjen vinruteväxter. Inga underarter finns listade i Catalogue of Life.